# Octopath Traveler II
Octopath Traveler II est un jeu vidéo de rôle développé par Square Enix et Acquire. Il s'agit d'une suite d'Octopath Traveler et du troisième jeu de la série après le jeu mobile préquelle Octopath Traveler: Champions of the Continent, bien qu'il présente de nouveau personnages et un cadre distinct des jeux précédents. Il est sorti le 24 février 2023.

## Système de jeu
Semblable au premier jeu de la série Octopath Traveler, le jeu se joue comme un JRPG traditionnel. Le joueur se déplace entre huit personnages distincts, chacun ayant son propre objectif pour traverser le monde du jeu.  Encore une fois, chaque personnage a sa propre "action spéciale", qui est un moyen particulier pour le joueur de faire interagir les personnages respectifs avec des personnages non-joueurs dans le monde du jeu, souvent dans le but d'obtenir des objets ou des personnages à combattre pour soutenir leur cause. La nouveauté de cette suite est qu'il y a des segments de jeu distincts "de jour et de nuit", avec des actions différentes en fonction de l'heure de la journée,. Par exemple, Throné peut voler des objets aux personnages le jour et les assommer lorsqu'il fait nuit.
Le jeu conserve également le système de combat au tour par tour du premier jeu, y compris les systèmes "Faille" et "Exaltation",. Chaque ennemi a un certain nombre de "faiblesses" cachées face à certains types d'armes ou d'éléments. Une fois découvertes, un indicateur s'affiche à l'écran. Si un ennemi subit des dégâts sur ses faiblesses suffisamment de fois, une "Faille" se produit paralysant l'ennemi temporairement et le rendant plus vulnérable. À chaque tour, des "points d'exaltation" sont accumulés, qui peuvent être utilisés pour des mouvements supplémentaires lors des tours suivants. Les "pouvoirs latents" sont nouveaux dans le système de combat. Ils sont utilisables uniquement en remplissant une "réserve d'énergie" propre à chaque personnage et fonctionnent de la même manière que les "limit break" dans Final Fantasy. 

## Histoire
Alors qu'Octopath Traveler II conserve la même structure consistant à suivre les histoires de huit personnages distincts tout au long du jeu, il suit huit nouveaux personnages dans un nouveau cadre distinct des jeux précédents.  Le jeu se déroule dans le monde de Solistia, le décor est plus moderne que le décor médiéval du jeu précédent, se présentant plus comme un univers des années 1800/1900,,. La distribution principal du jeu comprend la danseuse Agnea, le marchand Partitio, l'épéiste Hikari, l'érudit Osvald, la voleuse Throné, le prêtre Temenos, l'apothicaire Castti et la chasseresse Ochette. L'occupation d'un personnage est généralement liée à l'objectif primordial du personnage. Agnea est en quête d'apporter le bonheur au plus grand nombre. Partitio veut mettre fin à la pauvreté,. L'histoire de Hikari suit sa lutte pour reconquérir son trône après avoir dû s'exiler de son royaume. Osvald veut se venger de l'homme qui a ruiné sa vie. Throne cherche à se libérer du clan de voleurs auquel elle appartient. Castti souhaite guérir de son amnésie et découvrir qui elle est. Temenos enquête sur une série de meurtres au sein de son Eglise. Ochette est à la recherche de créatures de légende pour protéger son île natale,. Les histoires des personnages s'entremêlent plus que dans le jeu précédent,.

## Développement
Le jeu a été annoncé pour la première fois lors d'un Nintendo Direct le 13 septembre 2022, les premières séquences de gameplay en direct étant diffusées quelques jours plus tard au Tokyo Game Show. Comme les 2 jeux précédents de la série, Octopath Traveler et Octopath Traveler: Champions of the Continent, le jeu utilise un style graphique appelé "HD-2D" qui est une approche recréant le style graphique 2D basé sur les pixels du 16 bits dans l'ère des jeux vidéo et la dépeint dans un style de diorama 3D haute définition,. Au moment de l'annonce, le jeu était déjà estimé à environ 90% terminé. La sortie du jeu est prévue pour le 24 février 2023 sur les plateformes Nintendo Switch, PlayStation 4, PlayStation 5 et Microsoft Windows. Une édition limitée du jeu sera proposée avec des figurines des huit personnages principaux et un livre d'art.

## Accueil

### Critique
Octopath Traveler II est globalement bien reçu par la presse vidéoludique, avec un score de 85 % calculé par les agrégateurs de critiques OpenCritic et Metacritic,.

### Ventes
Le 7 juin 2023, Square Enix annonce qu'Octopath Traveler 2 a dépassé le million de ventes, plus de trois mois après sa sortie, alors que le premier opus avait atteint ce chiffre en seulement trois semaines,. 